# Woodhall Spa
Woodhall Spa es una localidad situada en el distrito de East Lindsey, en Lincolnshire, en Inglaterra (Reino Unido). Tiene una población estimada, a mediados de 2022, de 4154 habitantes.